# 후지모토 다이
후지모토 다이(일본어: 藤本 大, 1990년 5월 2일 ~ )는 일본의 전 축구 선수이다.

## 구단 경력
과거 로아소 구마모토, 레노파 야마구치 FC에서 활동하였다.